# Susanna Zorzi
Susanna Zorzi (Thiene, 13 de març de 1992) és una ciclista italiana professional des del 2011 i actualment a l'equip Drops. Del seu palmarès destaca la medalla al Campionat del Món en Contrarellotge per equips del 2014.

## Palmarès
- 2010
  -  Campiona d'Itàlia júnior en ruta
  -  Campiona d'Itàlia júnior en contrarellotge
  - 1a al Memorial Davide Fardelli júnior
- 2012
  - Vencedora d'una etapa al Trofeu d'Or